# Jarnatów

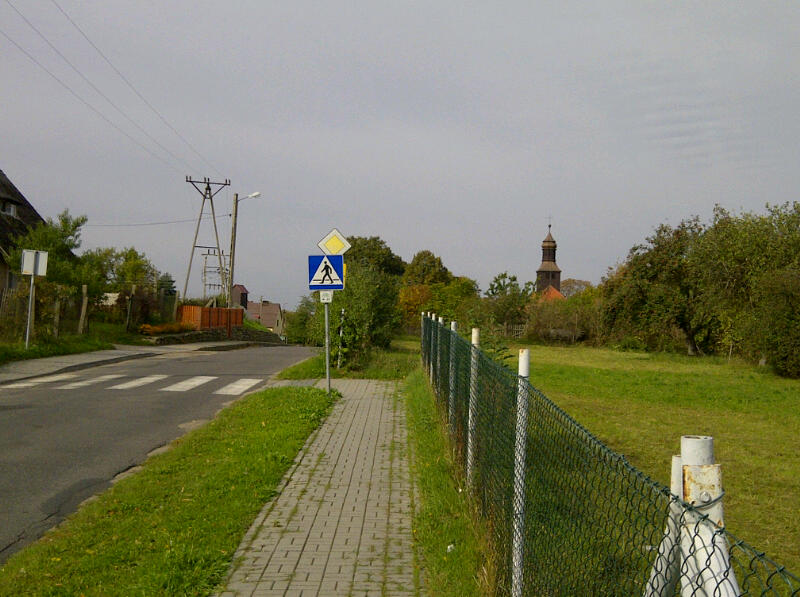
Jarnatów, gezien vanaf het noordoosten

Jarnatów (duits: Arensdorf) is een dorp in de gemeente, woiwodschap Lubusz (woiwodschap), in het westen van Polen. Het ligt circa 6 km ten westen van Lubniewice, 9 km ten noordoosten van Sulęcin, en 25 km ten zuiden van Gorzów Wielkopolski. Het telde in 2011 304 inwoners.

## Geschiedenis
Voor 1945 maakte de plaats deel uit van Pruisen (Duitsland)

## Sport en recreatie
Jarnatów ligt aan de Europese wandelroute E11. De E11 loopt van Scheveningen via Duitsland, Polen en de Baltische staten naar Tallinn. De route komt vanuit Trzebów en gaat verder naar Lubniewice.